# Moșteni-Greci
Moșteni-Greci – wieś w Rumunii, w okręgu Ardżesz, w gminie Boțești. W 2011 roku liczyła 322 mieszkańców.